# Улица Вагону
Улица Ва́гону (латыш. Vagonu iela — Вагонная) — улица в Латгальском предместье города Риги, в историческом районе Авоты. Пролегает в северо-восточном направлении, от улицы Бруниниеку до моста Августа Деглава. Общая длина улицы составляет 828 метров.
На всём протяжении улица Вагону асфальтирована, разрешено движение в обоих направлениях. Общественный транспорт по улице не курсирует.

## История
Улица Вагону была проложена вдоль территории Русско-Балтийского вагонного завода, основанного в 1869 году. Новую улицу планировалось назвать Кёльнской, поскольку учредителем этого завода была кёльнская фирма Van der Zypen & Charlier. Однако на карте 1875 года улица показана под своим нынешним названием (нем. Wagenstrasse, рус. Вагонная улица), под этим же названием упоминается и в списке улиц Риги 1877 года. В дальнейшем название улицы никогда не изменялось.
Первоначально улица Вагону заканчивалась у так называемых Песчаных горок, у нынешнего перекрёстка с ул. Лиенес. В 1900 году была продлена до перекрёстка улиц Валмиерас и Нарвас по нынешней трассе улицы Лиенес. В 1935 году улица Вагону была спрямлена и продолжена до улицы Румпмуйжас (ныне улица Августа Деглава), а её участок, поворачивающий к улице Валмиерас, был отнесён к улице Лиенес.

## Застройка
Основу застройки улицы Вагону составляют промышленные объекты и 2-3-этажные многоквартирные жилые дома 1-й половины XX века.
На улице расположен главный офис предприятия «Latvijas Gāze» с двумя газгольдерами рубежа XIX-XX вв., являющимися памятниками архитектуры

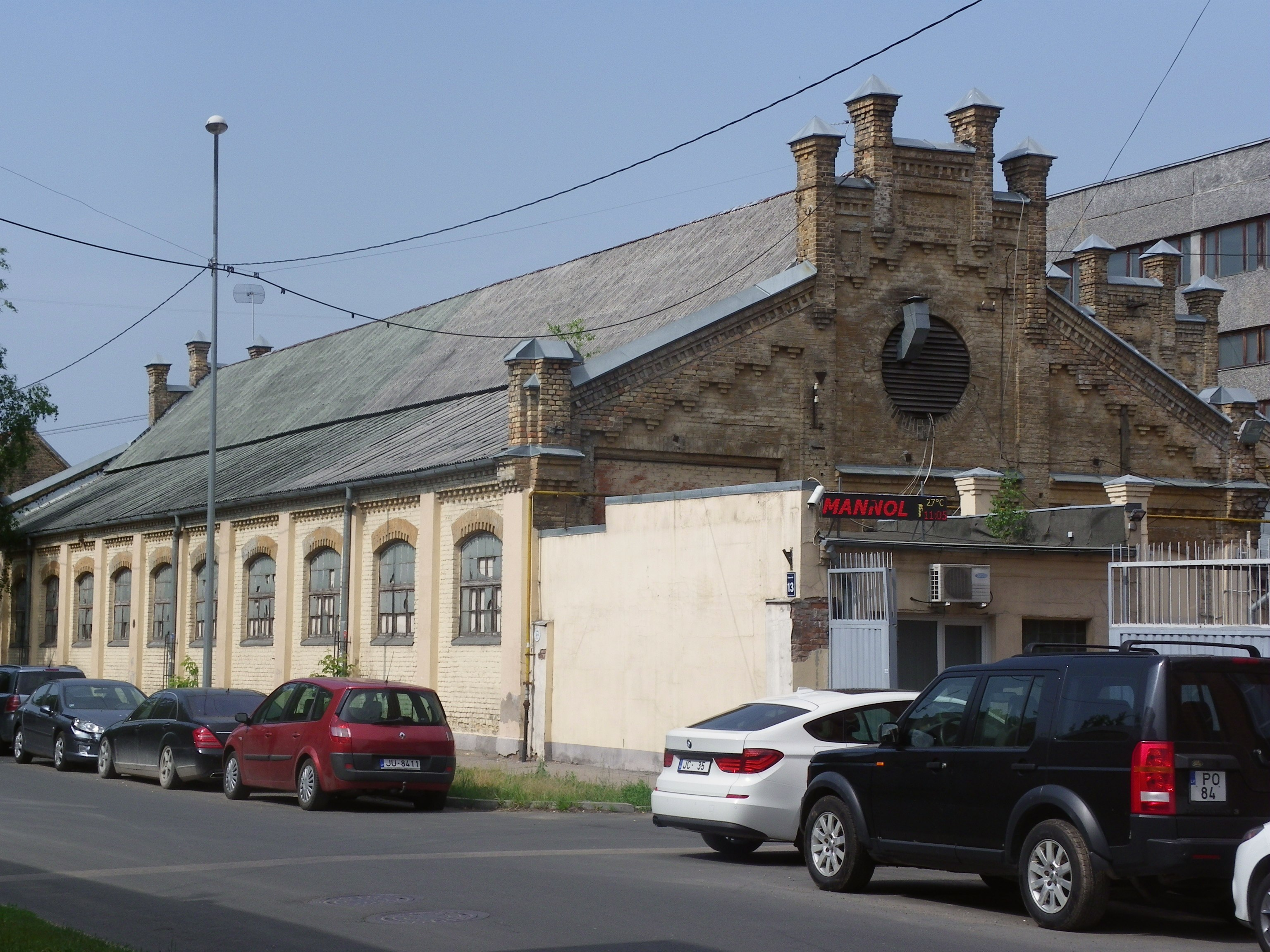
Дом № 13
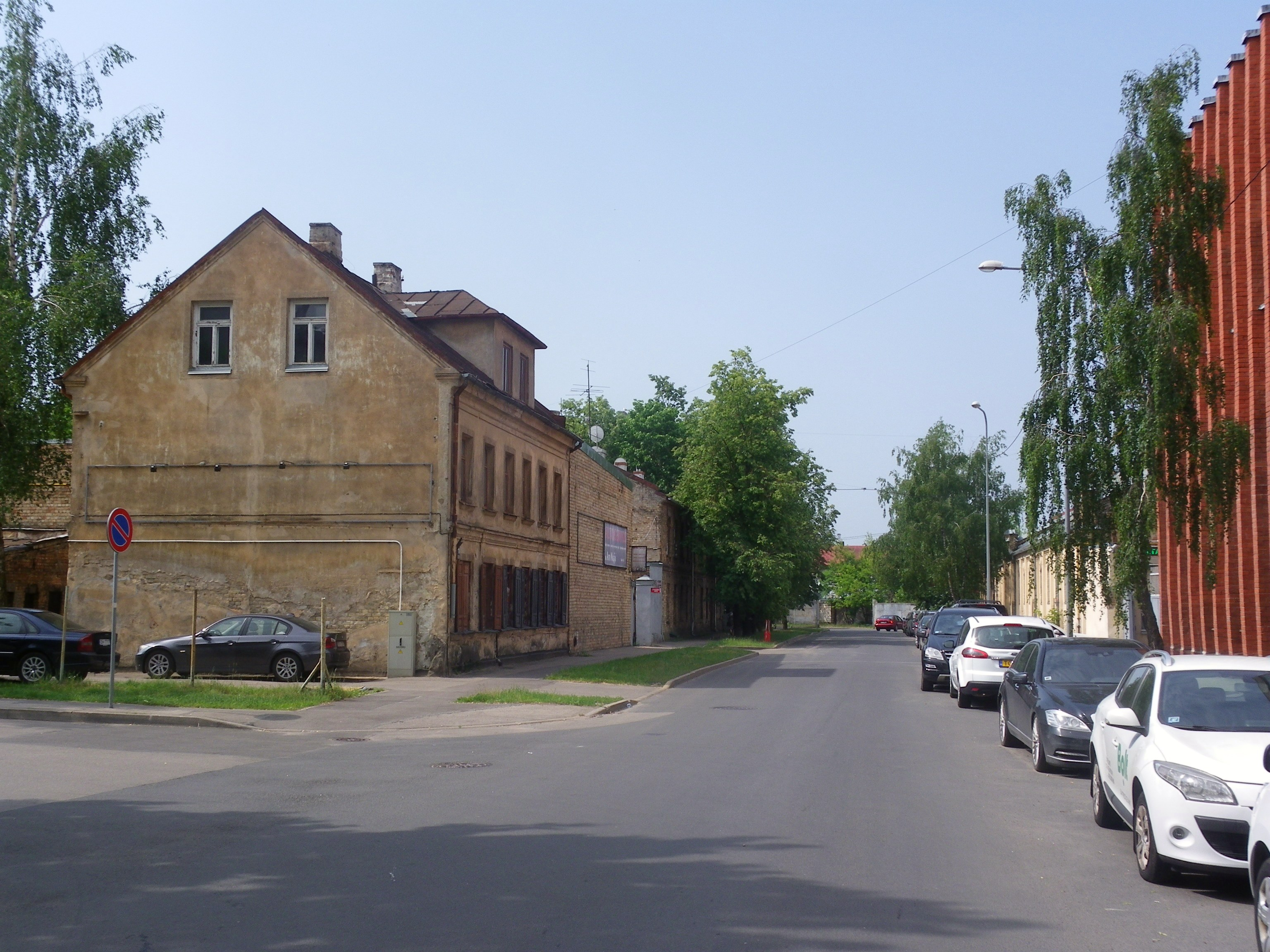
Вид от дома № 18
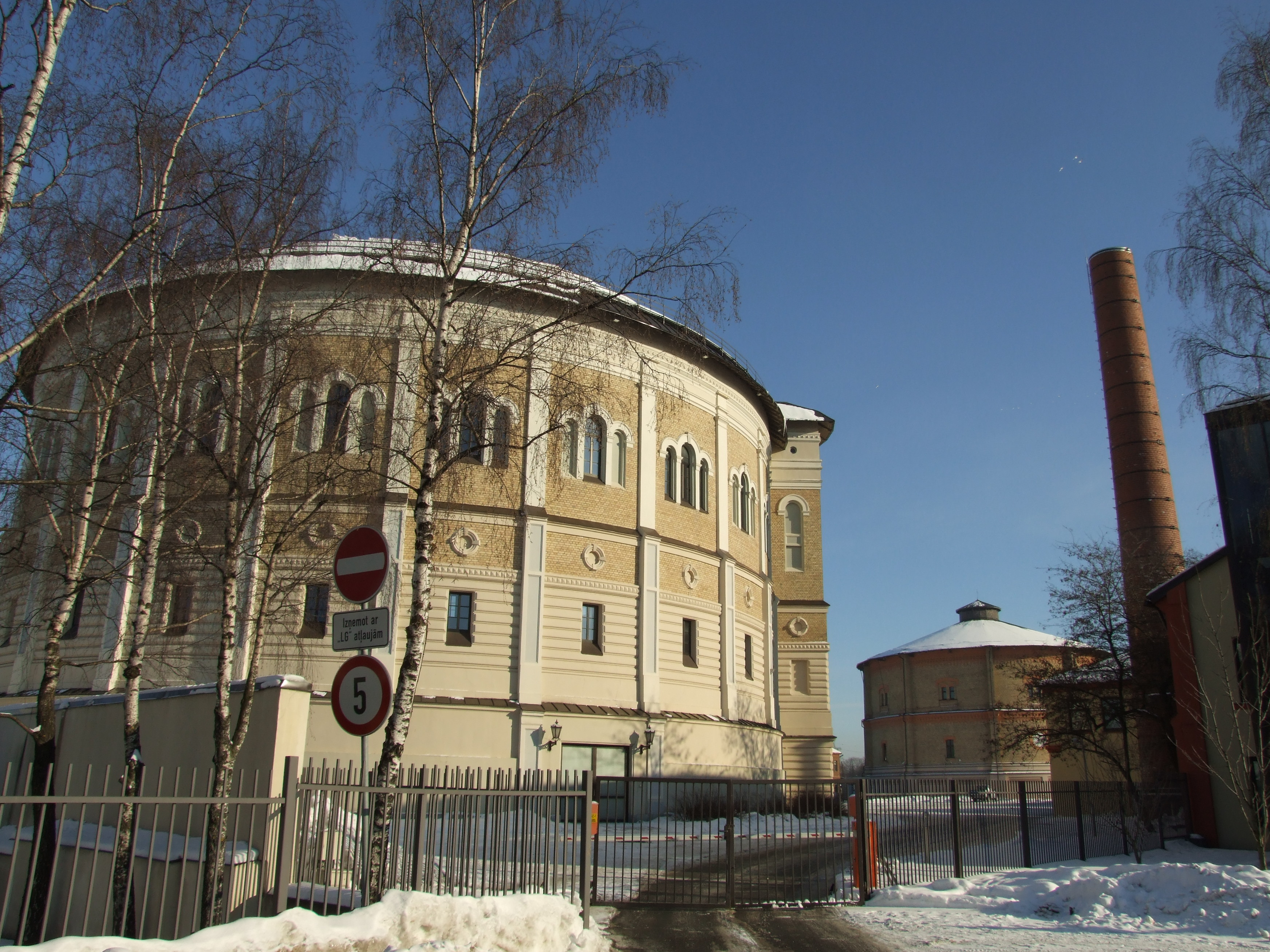
Газгольдеры «Latvijas Gāze»
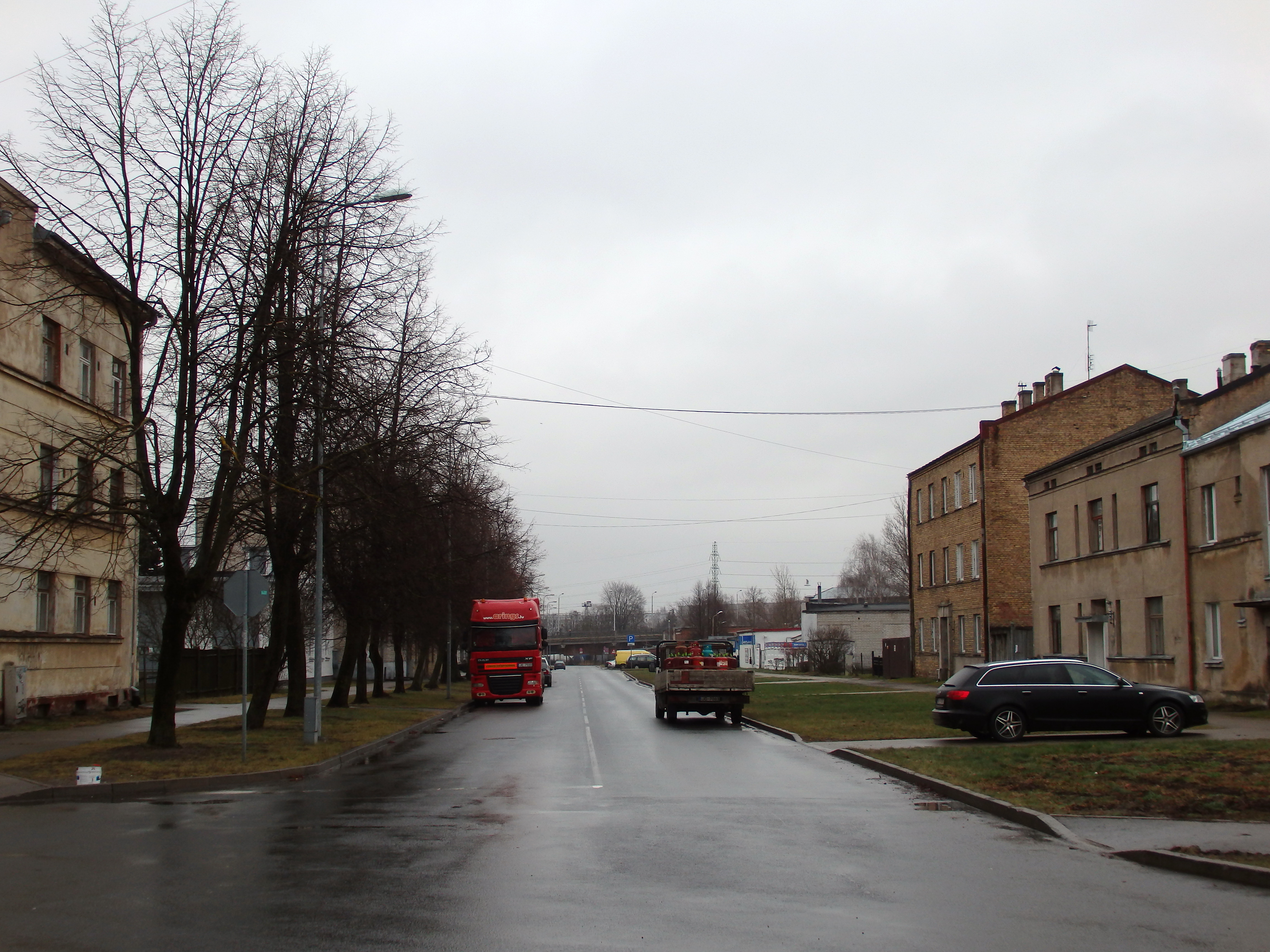
Дальняя часть улицы

## Прилегающие улицы
Улица Вагону пересекается со следующими улицами:
- улица Бруниниеку
- улица Матиса
- улица Лиенес
- улица Пернавас
- улица Августа Деглава